# 花果山公园站
花果山公園站是广州地铁9号线的一个车站，位于中國廣東省广州市花都区花果山公园西部、云山大道以北，于2017年12月28日启用。

## 车站結構
花果山公园站为地下两层11m岛式车站，标准段总宽19.70m、总长228.20m，主体建筑面积11,034.3平方米。

### 車站樓層
本站共有二层，地面为花果山公园、云山大道以及其他建筑；地下一層為站廳层；地下二層為9號線月台。
| 地下一层 | 站廳                       | 售票機、客服中心、商店、警务室、安检设施 |  |  |
| 地下二层 | 2 站台                     | █9号线 飞鹅岭方向（下站：花城路）        |  |  |
|          | 岛式站台（卫生间、母婴室） |                                          |  |  |
|          | 1 站台                     | █9号线 高增方向（下站：花都广场）        |  |  |

### 站厅

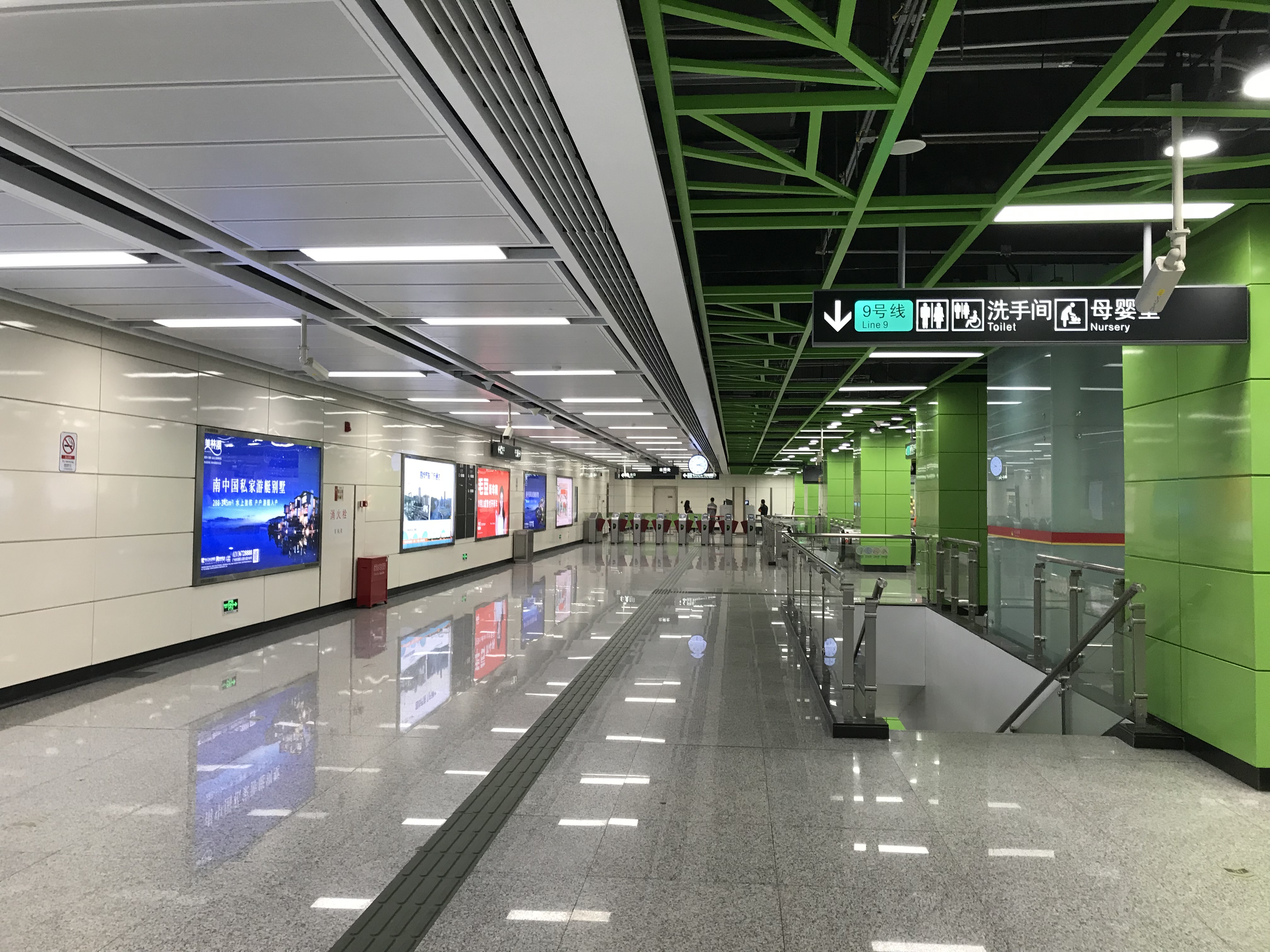
站厅

花果山公园站站厅设于地下一层，站厅主要设有售票机、客服中心、自助客服中心等设施。为方便行人进出，站厅东侧被划分为收费区，收费区内设三條扶手电梯、一台专用电梯和兩組楼梯方便乘客来往月台层。
另外，本站站厅层设有少数自助服务设施，例如共享充电宝以及自动售卡/充值机等。

### 月台
本站设有一个岛式月台，位于花果山公园西侧地底。
本站的卫生间以及母婴室均设于往高增方向的一端。

1号月台全景图

### 出入口
花果山公园站目前设有3个出入口供乘客进出车站。
|                                           |                                                       |      |          |                                          |
| 編號                                      | 设施                                                  | 照片 | 出口指示 | 建議前往的目的地                         |
| A1                                        | 盲道标志 · 升降机标志 · 无障碍通道标志 · 扶手电梯标志 |      | 云山大道 | 花果山公园公交车站（西行）               |
| A2                                        | 扶手电梯标志                                          |      | 云山大道 | 花都体育中心、花果山公园公交车站（东行） |
| C                                         | 盲道标志 · 扶手电梯标志                               |      | 茶园南路 | 购书中心站公交车站（北行）               |
| 註： 設有 \| 設有 \| 設有 \| 設有扶手電梯 |                                                       |      |          |                                          |

## 接驳交通
| 编号   | 编号 | 线路         | 线路       | 线路       | 收费  | 备注        |
| ------ | ---- | ------------ | ---------- | ---------- | ----- | ----------- |
|        | 花16 | 胡忠儿童医院 | 全程 ⇆     | 富力金港城 | 2–3元 |             |
| 短线 → | 花16 | 胡忠儿童医院 | 推广汽车站 |            | 2–3元 |             |
|        | 花19 | 融创公交总站 | ⇆          | 马溪       | 2元   | 30–120分/班 |

| 编号 | 编号  | 线路                 | 线路                 | 线路                 | 收费                 | 备注                 |
| ---- | ----- | -------------------- | -------------------- | -------------------- | -------------------- | -------------------- |
|      | 花19  | 融创公交总站         | ⇆                    | 马溪                 | 2元                  | 30–120分/班          |
|      | 花23  | 广州北站西广场       | ⇆                    | 广清城际（狮岭）站   | 2–3元                | 60–120分/班          |
|      | 花75A | 已于2025年6月5日停办 | 已于2025年6月5日停办 | 已于2025年6月5日停办 | 已于2025年6月5日停办 | 已于2025年6月5日停办 |
|      | 花76  | 已于2025年6月5日停办 | 已于2025年6月5日停办 | 已于2025年6月5日停办 | 已于2025年6月5日停办 | 已于2025年6月5日停办 |

## 历史
本站于2011年12月12日开始动工建设，2012年8月21日破土开挖。2013年11月11日，本站主体结构封顶。
2017年12月28日，本站随9号线开通而启用。
受疫情防控措施影响，本站自2022年10月12日晚22时47分起停止乘客进站，次日起暂停开放，同月25日起恢复服务。